# Lanopis
Lanopis (лат.) — род клопов из семейства древесных щитников. Эндемик Южной Америки (Аргентина, Чили).

## Описание
Длина тела около 1 см. От близких родов отличается следующими признаками: скутеллюм резко сужается дистально; отверстие ароматической железы широкое и овальное; параклипеи не выходят или слегка выходят за пределы
переднего конца антеклипеуса; 1-й усиковый сегмент на уровне или выступает за передний конец головы; рострум достигает заднего конца средних тазиков. Антенны 5-члениковые. Лапки состоят из двух сегментов. Щитик треугольный и достигает середины брюшка, голени без шипов.
- Lanopis algescens Bergroth, 1917[6]
- Lanopis chubuti Distant, 1911[7]
- Lanopis rugosus Signoret, 1864[8]
- Lanopis splendens Distant, 1911